# Luitpoldstraße 15 und Heigertgasse 2

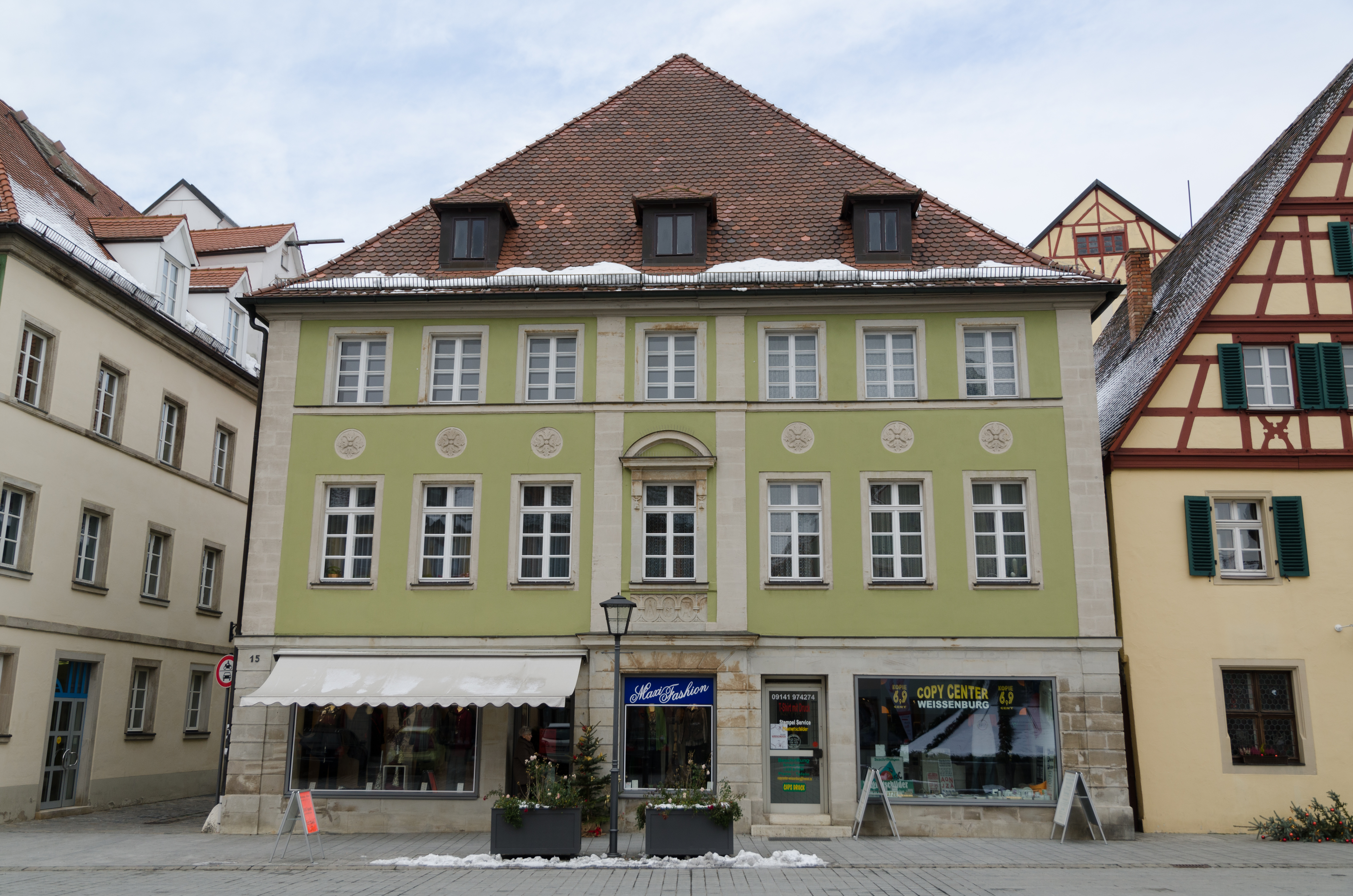
Das Gebäude im Winter 2012

Das Haus Luitpoldstraße 15 und Heigertgasse 2 ist ein Bürgerhaus in der denkmalgeschützten Altstadt von Weißenburg in Bayern, einer Großen Kreisstadt im mittelfränkischen Landkreis Weißenburg-Gunzenhausen. Das Gebäude ist unter der Denkmalnummer D-5-77-177-245 als Baudenkmal in die Bayerische Denkmalliste eingetragen.
Das Bauwerk steht innerhalb der denkmalgeschützten Altstadt am östlichen Ende der Luitpoldstraße unweit des Kaiser-Ludwig-Brunnens an der Ecke zur Heigertgasse auf einer Höhe von 426 Metern über NHN.
Das zwei- bis dreigeschossige Gebäude ist ein Walmdachbau mit anschließendem Satteldachbau und stammt im Kern wohl noch aus dem 15. oder 16. Jahrhundert. Teilweise ist Fachwerk erhalten geblieben. Es fand ein Umbau des südlichen Hausteils zum dreigeschossigen Walmdachbau statt. Das Gebäude weist ein rustiziertes Erdgeschoss und Lisenengliederung in Naturstein auf. Der Rückflügel ist ein zweigeschossiger Satteldachbau mit Fachwerk und klassizistischer Altane aus dem frühen 17. Jahrhundert und wurde im frühen 19. Jahrhundert umgestaltet.